# Bayramiyya
Bayramiyya, Bayrami, Bayramiye, Bayramiyye et Bayramilik se réfère à un ordre du soufisme turc (tariqa) fondée par Hajji Bayram (Hacı Bayram-ı Veli) à Ankara autour de l'année 1400.

## Histoire
Bayrami, Bayramiye, Bayramiyya, Bayramiyye et Bayramilik désignent un ordre soufi turc (tariqah) fondé par Hajji Bayram (Hacı Bayram-ı Veli) à Ankara vers l'an 1400 comme une combinaison des ordres soufis Khalwatī, Naqshbandī et Akbarī. L'ordre s'est répandu dans la capitale ottomane de l'époque, Istanbul, où il y avait plusieurs tekkes, et dans les Balkans (en particulier en Roumélie, en Bosnie, en Macédoine et en Grèce). L'ordre s'est également répandu en Égypte, où un tekke a été découvert dans la capitale, Le Caire.

## Influences sur les autres ordres soufis
Bien que l'ordre soit devenu presque inexistant, son influence est perceptible chez Aziz Mahmud Hudayi, fondateur de l'ordre Jelveti, et chez l'écrivain prolifique et saint musulman İsmail Hakkı Bursevî,.